# Исода, Корюсай

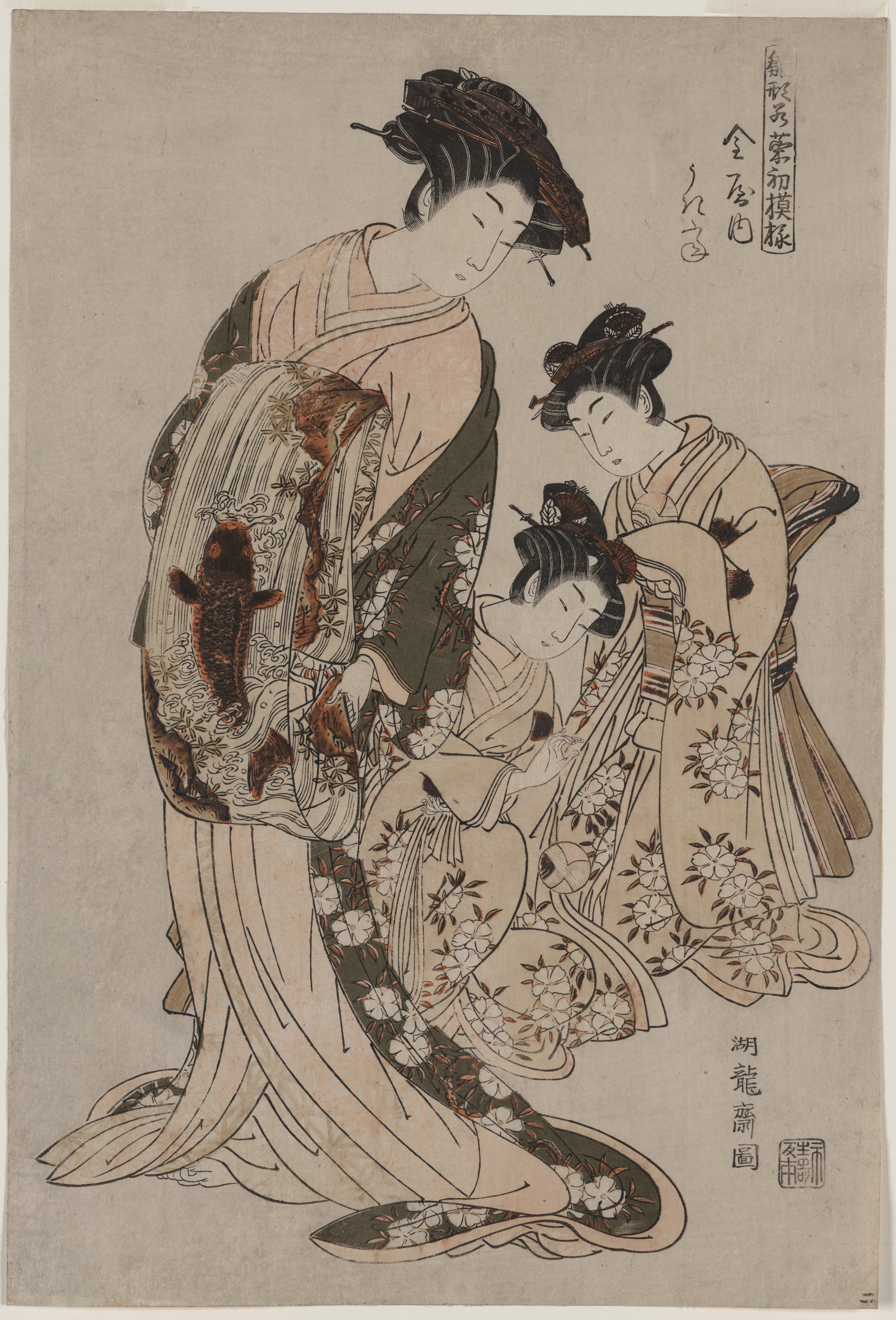
Исода Корюсай. Куртизанка и две служанки.

Исода Корюсай (яп. 礒田湖龍斎 Исода Корю:сай, 1735—1790) — японский художник, мастер укиё-э, представитель школы Нисимура-Исикава.

## Биография и творчество
О жизни Исоды Корюсая остались недостоверные сведения. Предположительно художник родился в самурайской семье, после смерти своего сюзерена он переехал в Эдо, где и увлёкся искусством укиё-э. Вероятно он учился у Тории Киёнаги, но сильнейшее влияние на него оказало знакомство с Судзуки Харунобу. Он взял псевдоним Харухиро, после смерти Харунобу в 1770 году он взял новый псевдоним — Корюсай.
В первые годы своей работы Исода Корюсай копировал стиль своего наставника Харунобу, работая в жанре бидзинга (изображение красавиц), а также создавая гравюры в жанре абуна-э и сюнга (эротические картины различной степени откровенности).
За годы своего творчества Корюсай создал около 600 цветных гравюр (нисики-э). Среди них серии: «Образцы новых узоров для молодёжи», «Пять конфуцианских достоинств», «Шесть поэтов», «Восемь картин с изображением птиц». Особенно выделяются у него рисунки формата хасира-э (листы узкого вертикального формата, которые вешали на столбы).
Художник получил признание при жизни. В 1781 году его удостоили высокого титула — «хоккё» («почитатель законов Будды»).

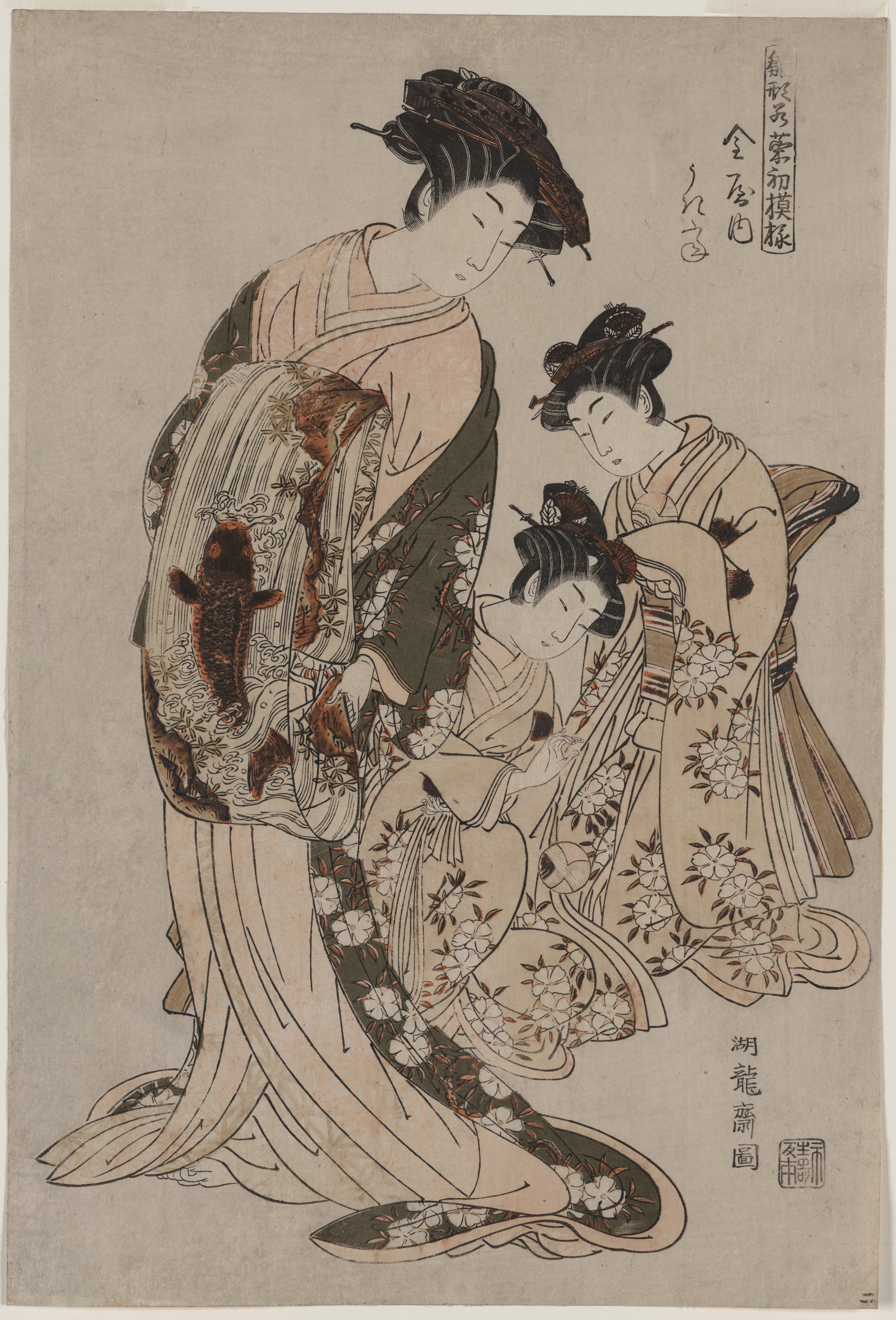
Куртизанка и две служанки.
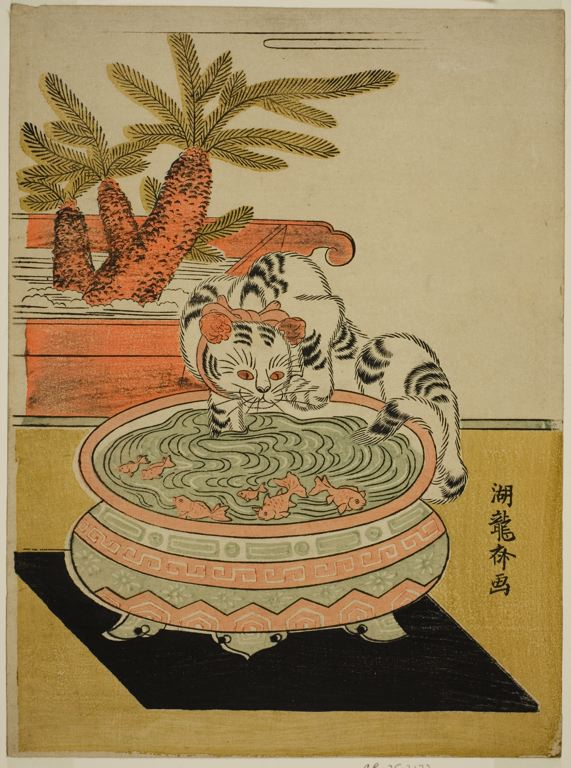
Охота кота за золотыми рыбками. 1775.
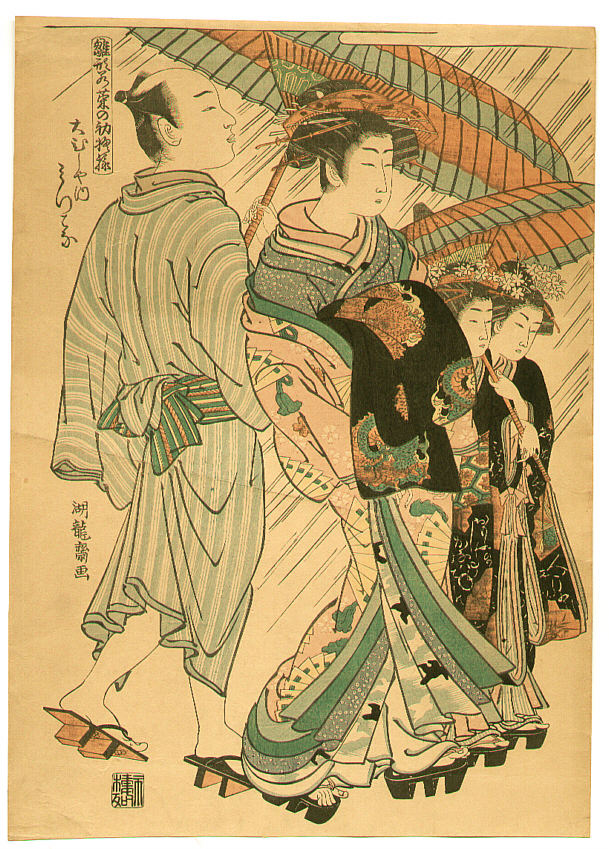
Под дождём.
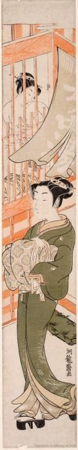
После купания. 1770-1775.
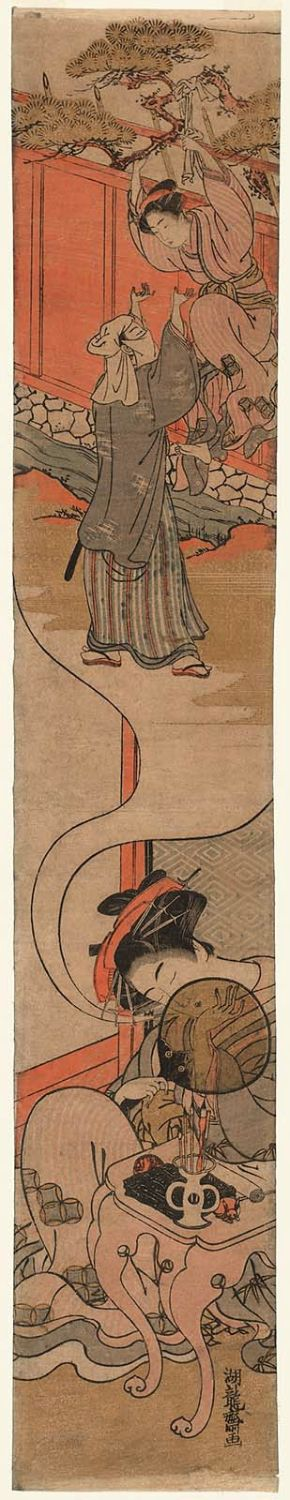
Мечты о любимом.